# Kamer van volksvertegenwoordigers (samenstelling 1929-1932)
De lijst van leden van de Belgische Kamer van volksvertegenwoordigers van 1929 tot 1932. De Kamer van volksvertegenwoordigers telde toen 187 leden. Het nationale kiesstelsel was in die periode gebaseerd op algemeen enkelvoudig stemrecht voor alle mannelijke Belgen van 21 jaar en ouder, volgens een systeem van evenredige vertegenwoordiging op basis van de methode-D'Hondt, gecombineerd met een districtenstelsel.
De 29ste legislatuur van de Kamer van volksvertegenwoordigers liep van 12 november 1929 tot 7 september 1932 en volgde uit de verkiezingen van 26 mei 1929.
Tijdens deze legislatuur waren achtereenvolgens de regering-Jaspar III (december 1929 - juni 1931), de regering-Renkin I (juni 1931 - mei 1932), de regering-Renkin II (mei - oktober 1932) en de regering-De Broqueville III (oktober - december 1932) in functie, telkens meerderheden van katholieken en liberalen. De oppositie bestond dus uit de socialisten, de Vlaams-nationalisten en de communisten.

## Zittingen
In de 29ste zittingsperiode (1929-1932) vonden drie zittingen plaats. Van rechtswege kwamen de Kamers ieder jaar bijeen op de tweede dinsdag van november.
| Zitting                | Opening          | Sluiting        |
| ---------------------- | ---------------- | --------------- |
| 1ste zitting 1929-1930 | 12 november 1929 | 5 november 1930 |
| 2de zitting 1930-1931  | 11 november 1930 | 4 november 1931 |
| 3de zitting 1931-1932  | 10 november 1931 | 28 oktober 1932 |

## Samenstelling
| Begin legislatuur (1929) | Begin legislatuur (1929) | Begin legislatuur (1929) | Einde legislatuur (1932) | Einde legislatuur (1932) | Einde legislatuur (1932) |
| Fractie                  | Fractie                  | Zetels                   | Fractie                  | Fractie                  | Zetels                   |
| ------------------------ | ------------------------ | ------------------------ | ------------------------ | ------------------------ | ------------------------ |
|                          | Katholieken              | 76                       |                          | Katholieken              | 76                       |
|                          | Socialisten              | 70                       |                          | Socialisten              | 70                       |
|                          | Liberalen                | 28                       |                          | Liberalen                | 28                       |
|                          | Vlaams-nationalisten     | 11                       |                          | Vlaams-nationalisten     | 9                        |
|                          | Onafhankelijk            | 1                        |                          | Onafhankelijk            | 3                        |
|                          | Communisten              | 1                        |                          | Communisten              | 1                        |

### Wijzigingen in fractiesamenstelling
- In 1932 werd Ward Hermans uit de Vlaams-nationalistische Kamerfractie gestoten. Hij zetelde vanaf dan als onafhankelijke.
- Datzelfde jaar stapte Leo Vindevogel uit de Vlaams-nationalistische fractie. Ook hij zetelde vanaf dan als onafhankelijke.

## Lijst van de volksvertegenwoordigers
| Volksvertegenwoordiger               | Partij             | Kieskring                 | Opmerkingen |
| ------------------------------------ | ------------------ | ------------------------- | --- |
| Frans Van Cauwelaert                 | Katholiek          | Antwerpen                 | |
| Robert de Kerchove d'Exaerde         | Katholiek          | Antwerpen                 | Secretaris tot 18 juni 1931 en ondervoorzitter vanaf 18 juni 1931. |
| Hendrik Marck                        | Katholiek          | Antwerpen                 | |
| Hubert Mampaey                       | Katholiek          | Antwerpen                 | |
| Werner Koelman                       | Katholiek          | Antwerpen                 | |
| Herman Vos                           | Vlaams-nationalist | Antwerpen                 | |
| Louis Boeckx                         | Liberaal           | Antwerpen                 | |
| Louis Joris                          | Liberaal           | Antwerpen                 | |
| Paul Baelde                          | Liberaal           | Antwerpen                 | |
| Camille Huysmans                     | Socialist          | Antwerpen                 | |
| Willem Eekelers                      | Socialist          | Antwerpen                 | |
| Jan-Baptist Samyn                    | Socialist          | Antwerpen                 | |
| Urbain Jamar                         | Socialist          | Antwerpen                 | |
| Frans De Schutter                    | Socialist          | Antwerpen                 | |
| Augustin De Bruyne                   | Socialist          | Antwerpen                 | |
| Philip Van Isacker                   | Katholiek          | Mechelen                  | Quaestor tot 15 juni 1931. |
| Jules De Keersmaecker                | Katholiek          | Mechelen                  | |
| Jan Laenen                           | Katholiek          | Mechelen                  | |
| Désiré Bouchery                      | Socialist          | Mechelen                  | Secretaris. |
| Ward Hermans                         | Vlaams-nationalist | Mechelen                  | Zetelt vanaf 20 mei 1932 als onafhankelijke. |
| Alphonse Van Hoeck                   | Katholiek          | Turnhout                  | Secretaris vanaf 18 juni 1931. |
| Jan-Baptist Rombauts                 | Katholiek          | Turnhout                  | |
| Armand van der Gracht de Rommerswael | Socialist          | Turnhout                  | |
| Thomas Debacker                      | Vlaams-nationalist | Turnhout                  | |
| Jules Renkin                         | Katholiek          | Brussel                   | Voorzitter van de katholieke fractie van 18 december 1930 tot 6 juni 1931.                                                                                                  |
| Henri Carton de Wiart                | Katholiek          | Brussel                   | |
| Emile van Dievoet                    | Katholiek          | Brussel                   | Ondervoorzitter van 11 november 1930 tot 15 juni 1931. |
| Corneille Fieullien                  | Katholiek          | Brussel                   | Secretaris van 11 november 1930 tot 18 juni 1931 en quaestor vanaf 18 juni 1931.                                                                                            |
| Emmanuel De Winde                    | Katholiek          | Brussel                   | |
| Herman Vergels                       | Katholiek          | Brussel                   | |
| Jan Van den Eynde                    | Katholiek          | Brussel                   | |
| Jules Coelst                         | Katholiek          | Brussel                   | |
| Paul Wauwermans                      | Katholiek          | Brussel                   | |
| Albert Devèze                        | Liberaal           | Brussel                   | Vanaf 12 november 1930 voorzitter van de liberale fractie. |
| Paul Hymans                          | Liberaal           | Brussel                   | |
| Léon Mundeleer                       | Liberaal           | Brussel                   | |
| Adolphe Max                          | Liberaal           | Brussel                   | |
| Raymond Foucart                      | Liberaal           | Brussel                   | Vervangt vanaf 11 november 1930 de overleden Maurice Lemonnier. Lemonnier was tot aan zijn dood op 11 september 1930 ondervoorzitter en voorzitter van de liberale fractie. |
| Fernand Cocq                         | Liberaal           | Brussel                   | Ondervoorzitter van 11 november 1930 tot 15 juni 1931. |
| Robert Petitjean                     | Liberaal           | Brussel                   | |
| Emile Vandervelde                    | Socialist          | Brussel                   | |
| Fernand Brunfaut                     | Socialist          | Brussel                   | |
| Max Hallet                           | Socialist          | Brussel                   | Ondervoorzitter en voorzitter van de socialistische fractie. |
| Léon Meysmans                        | Socialist          | Brussel                   | Ondervoorzitter. |
| Frans Fischer                        | Socialist          | Brussel                   | Quaestor. |
| Guillaume Melckmans                  | Socialist          | Brussel                   | |
| François Gelders                     | Socialist          | Brussel                   | |
| Louis Uytroever                      | Socialist          | Brussel                   | |
| Staf De Clercq                       | Vlaams-nationalist | Brussel                   | Voorzitter van de Vlaams-nationalistische fractie. |
| Joseph Jacquemotte                   | Communist          | Brussel                   | |
| Prosper Poullet                      | Katholiek          | Leuven                    | Voorzitter van de katholieke fractie vanaf 11 juni 1931. |
| Fernand de Wouters d'Oplinter        | Katholiek          | Leuven                    | |
| Oscar van den Eynde de Rivieren      | Katholiek          | Leuven                    | |
| Joseph Clynmans                      | Katholiek          | Leuven                    | |
| Raoul Claes                          | Liberaal           | Leuven                    | |
| Edmond Doms                          | Socialist          | Leuven                    | |
| Victor Hessens                       | Socialist          | Leuven                    | |
| Pierre de Burlet                     | Katholiek          | Nijvel                    | |
| Eugène Everaerts de Velp             | Katholiek          | Nijvel                    | |
| Jules Mathieu                        | Socialist          | Nijvel                    | |
| Henri Delor                          | Socialist          | Nijvel                    | |
| René Debruyne                        | Katholiek          | Brugge                    | |
| André van Outryve d'Ydewalle         | Katholiek          | Brugge                    | Vervangt vanaf 19 november 1929 de overleden Eugène Standaert. |
| Victor De Lille                      | Onafhankelijk      | Brugge                    | Verkozen op een onafhankelijke katholieke lijst. |
| Achiel Van Acker                     | Socialist          | Brugge                    | |
| Gustave Sap                          | Katholiek          | Roeselare-Tielt           | |
| Adolf De Jaegere                     | Katholiek          | Roeselare-Tielt           | |
| René Desmedt                         | Katholiek          | Roeselare-Tielt           | Vervangt vanaf 15 januari 1931 Aloys Van de Vyvere, die uit de politiek stapt. Van de Vyvere was tot 18 december 1930 voorzitter van de katholieke fractie.                 |
| Emile Allewaert                      | Katholiek          | Roeselare-Tielt           | |
| Adiel Dierkens                       | Socialist          | Roeselare-Tielt           | |
| Arthur Catteeuw                      | Katholiek          | Kortrijk                  | Is verkozen op een dissidente christendemocratische lijst. |
| Ernest Reynaert                      | Katholiek          | Kortrijk                  | |
| Jules Deconinck                      | Socialist          | Kortrijk                  | |
| August Debunne                       | Socialist          | Kortrijk                  | |
| Joseph Vandevelde                    | Socialist          | Kortrijk                  | |
| Henri Baels                          | Katholiek          | Veurne-Diksmuide-Oostende | |
| Frans Brusselmans                    | Katholiek          | Veurne-Diksmuide-Oostende | |
| Georges Marquet                      | Liberaal           | Veurne-Diksmuide-Oostende | Vervangt vanaf 19 november 1929 Adolphe Buyl, die verkiest om niet te zetelen.                                                                                              |
| Emile Vroome                         | Liberaal           | Veurne-Diksmuide-Oostende | |
| Jeroom Leuridan                      | Vlaams-nationalist | Veurne-Diksmuide-Oostende | |
| Henri Brutsaert                      | Katholiek          | Ieper                     | |
| Marcel Vandenbulcke                  | Vlaams-nationalist | Ieper                     | |
| Emile Butaye                         | Vlaams-nationalist | Ieper                     | |
| Pieter van Schuylenbergh             | Katholiek          | Aalst                     | |
| Louis-Marie de Bethune               | Katholiek          | Aalst                     | |
| Adiel Debeuckelaere                  | Vlaams-nationalist | Aalst                     | |
| Karel Leopold Van Opdenbosch         | Vlaams-nationalist | Aalst                     | |
| Alfred Nichels                       | Socialist          | Aalst                     | |
| Leo Vindevogel                       | Vlaams-nationalist | Oudenaarde                | Zetelt vanaf 20 mei 1932 als onafhankelijke. |
| Alfred Amelot                        | Liberaal           | Oudenaarde                | Secretaris. |
| Eugène Soudan                        | Socialist          | Oudenaarde                | |
| August De Schryver                   | Katholiek          | Gent-Eeklo                | |
| Jules Maenhaut van Lemberge          | Katholiek          | Gent-Eeklo                | |
| Adolf Dhavé                          | Katholiek          | Gent-Eeklo                | |
| Lionel Pussemier                     | Katholiek          | Gent-Eeklo                | |
| Fernand van Ackere                   | Katholiek          | Gent-Eeklo                | |
| Alfons Siffer                        | Katholiek          | Gent-Eeklo                | |
| Victor Carpentier                    | Liberaal           | Gent-Eeklo                | |
| Norbert Van Doorne                   | Liberaal           | Gent-Eeklo                | |
| Edward Anseele                       | Socialist          | Gent-Eeklo                | |
| August Balthazar                     | Socialist          | Gent-Eeklo                | |
| Jozef Chalmet                        | Socialist          | Gent-Eeklo                | |
| Désiré Cnudde                        | Socialist          | Gent-Eeklo                | |
| Hendrik Heyman                       | Katholiek          | Sint-Niklaas              | |
| Auguste Raemdonck van Megrode        | Katholiek          | Sint-Niklaas              | |
| Florent Beeckx                       | Katholiek          | Sint-Niklaas              | Vervangt vanaf 12 november 1929 de overleden Louis Herbert. |
| Karel Van Hoeylandt                  | Socialist          | Sint-Niklaas              | |
| Emile Tibbaut                        | Katholiek          | Dendermonde               | Parlementsvoorzitter tot 5 september 1930. |
| Edmond Rubbens                       | Katholiek          | Dendermonde               | |
| Hippolyte Vandemeulebroucke          | Socialist          | Dendermonde               | |
| Jules De Brouwer                     | Socialist          | Dendermonde               | |
| Ernest Drion du Chapois              | Katholiek          | Charleroi                 | |
| Jean-Elie Bodart                     | Katholiek          | Charleroi                 | |
| Edmond Leclercq                      | Liberaal           | Charleroi                 | Vervangt vanaf 13 mei 1932 de overleden Arthur Pater. |
| Alphonse Briart                      | Liberaal           | Charleroi                 | |
| Jules Destrée                        | Socialist          | Charleroi                 | |
| Emile Brunet                         | Socialist          | Charleroi                 | |
| Eugène Van Walleghem                 | Socialist          | Charleroi                 | |
| Victor Ernest                        | Socialist          | Charleroi                 | |
| Alfred Lombard                       | Socialist          | Charleroi                 | |
| Edouard Falony                       | Socialist          | Charleroi                 | |
| Nicolas Souplit                      | Socialist          | Charleroi                 | Vervangt vanaf 22 december 1931 de overleden Robert Fesler. |
| Gustave Debersé                      | Katholiek          | Bergen                    | |
| Ignace Sinzot                        | Katholiek          | Bergen                    | |
| Achille Delattre                     | Socialist          | Bergen                    | |
| Louis Piérard                        | Socialist          | Bergen                    | |
| Louis Pépin                          | Socialist          | Bergen                    | |
| Philibert Verdure                    | Socialist          | Bergen                    | |
| Fulgence Masson                      | Liberaal           | Bergen                    | |
| Pierre Delannoy                      | Katholiek          | Zinnik                    | |
| Jules Mansart                        | Socialist          | Zinnik                    | |
| Emile Schevenels                     | Socialist          | Zinnik                    | |
| René Branquart                       | Socialist          | Zinnik                    | |
| Léon Gendebien                       | Katholiek          | Thuin                     | |
| Ernest Petit                         | Socialist          | Thuin                     | |
| Nicolas Berloz                       | Socialist          | Thuin                     | |
| Henri Carton de Tournai              | Katholiek          | Doornik-Aat               | |
| Charles De Bruycker                  | Katholiek          | Doornik-Aat               | |
| Paul-Emile Janson                    | Liberaal           | Doornik-Aat               | |
| Paul Jouret                          | Liberaal           | Doornik-Aat               | |
| Ursmar Depotte                       | Socialist          | Doornik-Aat               | Vervangt vanaf 1 juli 1931 de overleden Joseph Defaux. |
| Emile Carlier                        | Socialist          | Doornik-Aat               | |
| Pierre de Liedekerke de Pailhe       | Katholiek          | Hoei-Borgworm             | |
| Joseph Pierco                        | Liberaal           | Hoei-Borgworm             | Quaestor. |
| Georges Hubin                        | Socialist          | Hoei-Borgworm             | |
| Henri De Rasquinet                   | Socialist          | Hoei-Borgworm             | Vervangt vanaf 12 november 1929 de overleden Joseph Wauters. |
| Henri Jaspar                         | Katholiek          | Luik                      | |
| Jules de Géradon                     | Katholiek          | Luik                      | |
| Hubert Delacolette                   | Katholiek          | Luik                      | |
| Emile Jennissen                      | Liberaal           | Luik                      | |
| Xavier Neujean                       | Liberaal           | Luik                      | |
| Joseph Merlot                        | Socialist          | Luik                      | |
| Léon Troclet                         | Socialist          | Luik                      | Quaestor. |
| Isidore Delvigne                     | Socialist          | Luik                      | |
| Lucie Dejardin                       | Socialist          | Luik                      | |
| François Van Belle                   | Socialist          | Luik                      | Secretaris. |
| Henri Renier                         | Socialist          | Luik                      | |
| Alfred François Galopin              | Socialist          | Luik                      | |
| Joseph Dejardin                      | Socialist          | Luik                      | |
| Pierre-Hubert David                  | Katholiek          | Verviers                  | |
| Sébastien Winandy                    | Katholiek          | Verviers                  | Quaestor. |
| Louis Sandront                       | Katholiek          | Verviers                  | |
| Jules Hoen                           | Socialist          | Verviers                  | |
| Mathieu Duchesne                     | Socialist          | Verviers                  | |
| Pierre Forthomme                     | Liberaal           | Verviers                  | |
| Jules Van Caenegem                   | Katholiek          | Hasselt                   | |
| Emile Blavier                        | Katholiek          | Hasselt                   | |
| Paul Clerckx                         | Katholiek          | Hasselt                   | Vervangt vanaf 11 november 1930 de overleden Jean Ramaekers. Ramaekers was secretaris tot aan zijn dood op 28 augustus 1930.                                                |
| Frans Theelen                        | Katholiek          | Tongeren-Maaseik          | |
| Jan Rutten                           | Katholiek          | Tongeren-Maaseik          | |
| Paul Neven                           | Liberaal           | Tongeren-Maaseik          | Ondervoorzitter vanaf 18 juni 1931. |
| Gérard Romsée                        | Vlaams-nationalist | Tongeren-Maaseik          | |
| Jean Merget                          | Katholiek          | Aarlen-Marche-Bastenaken  | |
| Fernand Van den Corput               | Katholiek          | Aarlen-Marche-Bastenaken  | |
| Camille Ozeray                       | Liberaal           | Aarlen-Marche-Bastenaken  | |
| Jules Poncelet                       | Katholiek          | Neufchâteau-Virton        | Ondervoorzitter tot 11 november 1930 en parlementsvoorzitter vanaf 11 november 1930.                                                                                        |
| Léon Colleaux                        | Socialist          | Neufchâteau-Virton        | |
| Edmond Jacques                       | Socialist          | Neufchâteau-Virton        | |
| Adrien de Montpellier de Vedrin      | Katholiek          | Namen                     | |
| Fernand Mathieu                      | Katholiek          | Namen                     | |
| François Bovesse                     | Liberaal           | Namen                     | |
| Emile Maillen                        | Socialist          | Namen                     | |
| Joseph Bologne                       | Socialist          | Namen                     | |
| Hyacinthe Housiaux                   | Katholiek          | Dinant-Philippeville      | Secretaris vanaf 18 juni 1931. |
| Edouard de Pierpont de Rivière       | Katholiek          | Dinant-Philippeville      | |
| Jean-Baptiste Périquet               | Socialist          | Dinant-Philippeville      | |
| Denis Henon                          | Socialist          | Dinant-Philippeville      | |